# 维索奇纳州
維索奇納州（捷克語：Kraj Vysočina），是捷克的一個州，歷史上屬於波希米亞的東南部和摩拉維亞西南部的一部分。面積6,925平方公里，人口509,813（2020年）。維索奇納州擁有三座世界遺產，是捷克各州之最。州府伊赫拉瓦。下分五县。